# هوان يي
هوان يي قائد عسكري من جنرالات ولاية تشين في أواخر فترة الممالك المتحاربة (القرن الخامس - 221 قبل الميلاد).

## خلفية
احتل الجنرال بانغ نوان من تشاو عدة مدن في ولاية يان في عام 236 قبل الميلاد، وعندها طلبت يان المساعدة من دولة تشين. قاد هوان يي ووانغ جيان حملة الإغاثة ضد تشاو واستولوا على عدة بلدان منها.
في عام 236 قبل الميلاد، استولى جنرالات تشين هوان يي ووانغ جيان على تسع مدن في منطقة يتشنغ.
في عام 234 قبل الميلاد، هاجم هوان يي عدة بلدان من بلاد مملكة تشاو، وسيطر عليهم، ثم قتل قائدهم الجنرال هاو زي، وقام بأسر 100 ألف جندي من تشاو وعمل بهم مجزرة عظيمة. ثم غادر من شانغدانغ، ومر على سلسلة جبال تايهانغ وغزا تشاو بأخذ تشيلي ويان (المعروفه اليوم بغاوتشينغ، وخبي). عندئذ وضعت تشاو القيادة العليا في يد لي مو، الذي هزم هوان يي في معركة فاي.
لم يتم العثور على أي سجلات تذكر هوان يي في شيجي بعد هزيمته في فيكسيا، ولكن في زان جوو سي (مصدر تاريخي مختلف) ذكر أن هوان يي مات لاحقًا بعد مهاجمته هاندان، عاصمة تشاو التي دافع عنها لي مو في واحدة من آخر معارك تشين-تشاو.

## في الثقافة الشعبية
في المانغا والأنمي الشهير كنغدوم، تم تصويره على أنه قائد قطاع طرق سابق يُلقب بـ «قاطع الرؤوس» وواحد من «الجنرالات العظماء الستة الستة» لمهاراته المذهلة في الحرب التي تعتمد في الغالب على التكتيكات غير التقليدية والحرب النفسية. خدم في البداية كواحد من نواب الجنرالات في جيش منغ آو إلى جانب الجنرال وانغ جيان.

## أنظر أيضا
- قائمة الأشخاص الذين تم قطع رؤوسهم

1. ↑  "Huan Yi 桓齮 (www.chinaknowledge.de)". مؤرشف من الأصل في 2021-12-13.